# تپه ماسور
تپه ماسور مربوط به هزاره ۶ تا دوره ساسانیان است و در شهرستان خرم‌آباد، محله ماسور واقع شده و این اثر در تاریخ ۱۹ دی ۱۳۵۶ با شمارهٔ ثبت ۱۵۵۳ به‌عنوان یکی از آثار ملی ایران به ثبت رسیده است.